# Fræer Kirke
Fræer Kirke ligger i landsbyen Fræer, cirka 19 kilometer syd for Aalborg (Region Nordjylland). Indtil Kommunalreformen i 2007 hørte den under Skørping Kommune (Nordjyllands Amt), og indtil Kommunalreformen i 1970 var kirken del af Hellum Herred (Ålborg Amt).
Kor og skib er opført i romansk tid af granitkvadre over skråkantsokkel. Skibet har en skråkantet gesims, som muligvis er en skråkantsokkel fra en nedlagt kirke i området. Den rundbuede nordportal med profilerede kragbånd er bevaret i brug. Syddøren er tilmuret og kan skimtes i murværket. Der er bevaret flere romanske vinduer, som alle er tilmurede. Tårnet er opført omkring år 1500 af genanvendte kvadre og teglsten.
Overdelen er ommuret og pyramidetaget menes at stamme fra 1783.
Den hvidede våbenhus mod nord er opført af store gule teglsten.
Klokken har ingen indskrift, men dateres til midten af 1100-tallet. Korgavlen blev ombygget i 1883, og hele kirken hovedrepareret i 1927.
Den runde korbue er bevaret med profilerede kragsten. Koret fik i sengotisk tid indbygget seksribbet hvælv. Senere fik skibet indbygget tre fag otteribbet krydshvælv. I korets sydvæg ses en tragtformet rund granitsten, formodentlig en piscina, der i katolsk tid blev brugt til at lede dåbsvandet ned i gulvet. Det kvadermurede alterbord med helgengrav stammer formodentlig fra den romanske kirke, det dækkes af en træbeklædning fra 1600-tallet. Altertavlen er et maleri fra 1949 af Rud-Petersen, maleriet er en kopi af Rud-Petersens egen altertavle fra 1939 til Oue Kirke (Hindsted Herred). Maleriet blev indkøbt til Fræer kirke i 1957. Et tidligere altertavlemaleri fra 1898 af Axel Hou er nu ophængt i tårnrummet bag orglet. Prædikestolen dateres til 1593 og bærer våben for Niels Mouridsen Brenderup og Maren Høeg.
Den romanske granitfont har glat kumme og pyramidestubformet fod med ornamenter.

## Eksterne kilder og henvisninger
- Wikimedia Commons har flere filer relateret til Fræer Kirke
- Fræer Kirke på gravstenogepitafier.dk
- Fræer Kirke Arkiveret 31. januar 2011 hos  Wayback Machine på nordenskirker.dk
- Fræer Kirke Arkiveret 19. september 2015 hos  Wayback Machine hos KortTilKirken.dk
- Kirkens beskrivelse i Trap – Kongeriget Danmark, 3. Udgave 4. Bind, s. 482, "Frær" Arkiveret 7. august 2019 hos  Wayback Machine hos Projekt Runeberg